# Architecture coloniale néerlandaise en Afrique du Sud
L'architecture coloniale néerlandaise en Afrique du Sud est un style architectural afrikaner traditionnel présent le plus souvent dans la province du Cap-Occidental en Afrique du Sud mais aussi dans certains endroits où les Néerlandais s'étaient installés, telle l'Australie-Occidentale. Il était dominant au XVIIe siècle et au XVIIIe siècle dans la colonie du Cap. Il s'agit d'une architecture populaire issue des traditions constructives et ornementales néerlandaises adaptée aux conditions du territoire sud-africain.

## Histoire et caractéristiques

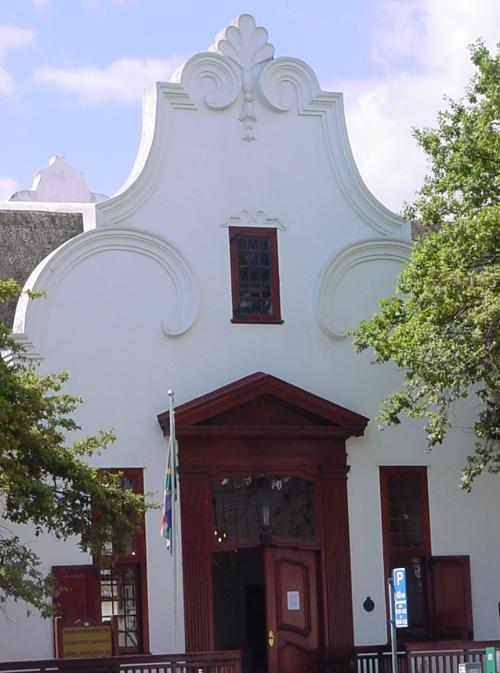
Façade d'une maison de Stellenbosch, référencé par la S.A.H.R.A. sous le numéro 9/2/084/0070.

La colonie du Cap était un territoire néerlandais depuis la fondation du Cap en 1652 jusqu'à sa cession aux Anglais en 1806. Les premières maisons construites par les Boers étaient très simples : elles ne comptaient qu'un étage, disposaient de trois pièces et les murs enduits de chaux étaient faits d'adobe ou de gravats, matériaux remplacés par la suite par de la brique cuite, le toit était couvert de chaume. Ce n'est qu'à partir du XVIIIe siècle que ces maisons commencèrent à être ornés de pignons à volutes du fait de la prospérité croissantes des villes et des fermes, elles disposent également de grandes fenêtres à guillotine, accompagnées de volets en bois.  
Ainsi, les édifices construits dans ce style présentent généralement à partir de cette époque de grands pignons, qui rappellent les maisons traditionnelles des Pays-Bas. Bien que cette caractéristique soit probablement la plus reconnaissable, elle n'est pas systématique. Le manoir du domaine viticole Uitkyk, à Stellenbosch, par exemple, ne possède pas de pignon, mais reste clairement dans le style néerlandais. Dans la seconde moitié du XVIIIe siècle, époque à laquelle apparaisse les pignons à volutes en Afrique du Sud, ces mêmes pignons passent progressivement de mode aux Pays-Bas. Au nord d’Amsterdam, le long de la rivière Zaan, l'utilisation du pignon reste cependant vigoureuse. Les pignons sud-africains ont de nombreux traits communs avec les pignons des maisons situées le long de la rivière Zaan, nonobstant la différence dans les matériaux utilisés.  
Les plans des maisons sont généralement en forme de H, la partie avant étant typiquement flanquée de deux ailes perpendiculaires à celle-ci,. 
À partir de 1750, et jusqu'à la fin du XVIIIe siècle, les colons adoptèrent un style proche du maniérisme évoluant vers le baroque pour orner les pignons de leurs maisons. Les toits en chaume sont alors remplacés par des toits plats et aux pignons à volutes furent préférés les frontons à l'antique. L'architecture coloniale néerlandaise, influencée par le néo-classicisme et le style georgien, qui était devenu très populaire, mais il ne reste que trois maisons de ce style en Afrique du Sud. 
Les maisons comportaient alors deux étages, et de nombreuses maisons hollandaises continuèrent à être construites au XIXe siècle au Cap. 
Un grand nombre d'édifices anciens du Cap ont été détruits du fait d'un développement urbain peu contrôlé, notamment dans les années 1960, alors que le centre-ville était en pleine croissance. La tradition architecturale néerlandaise se retrouve encore cependant dans les fermes de la route des vins et dans les villes historiques telles Stellenbosch, Paarl, Swellendam, Tulbagh et Graaff-Reinet.

## Style néo-colonial néerlandais

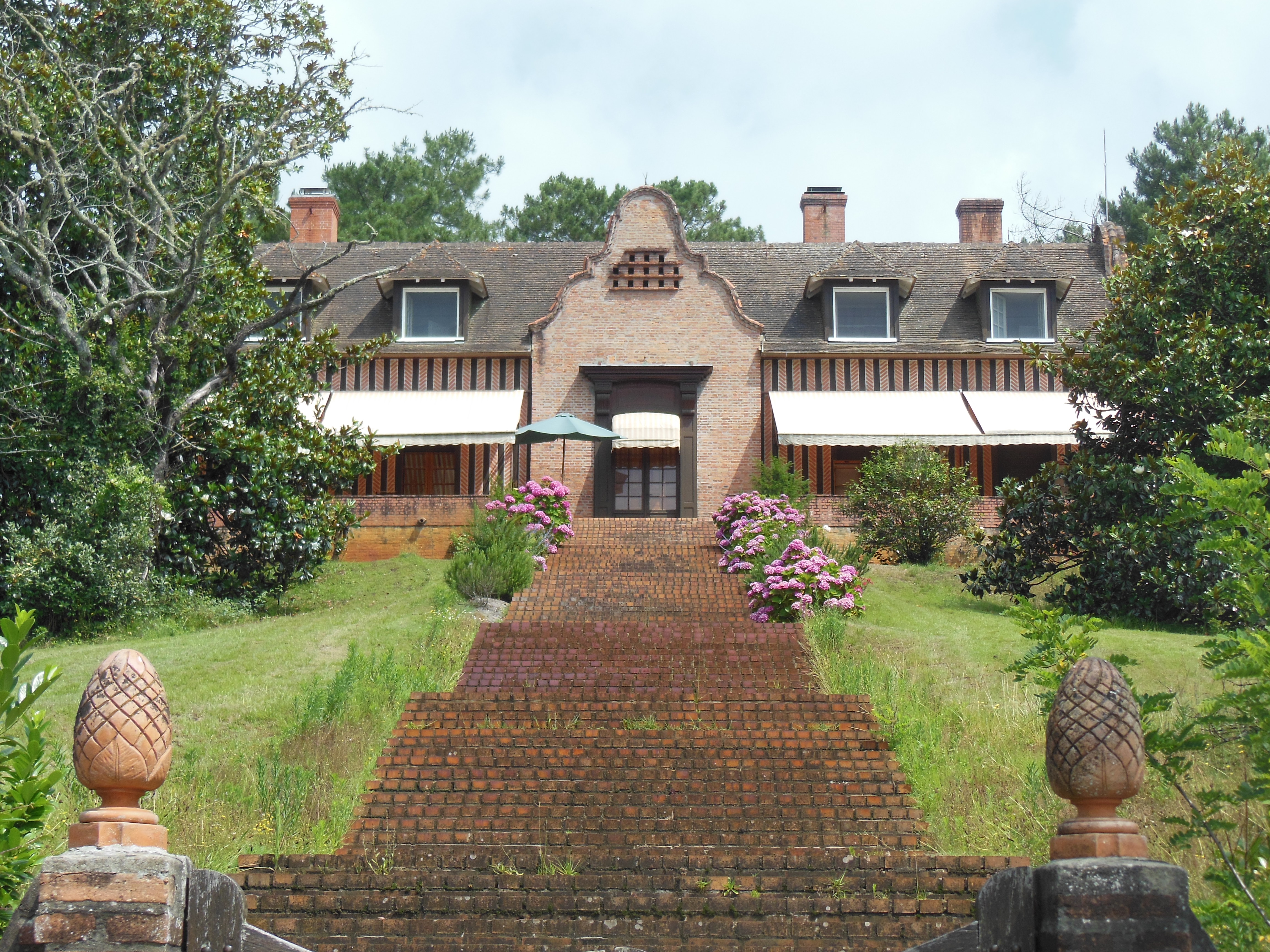
Château Woolsack, de style néo Cape Dutch, situé à Mimizan.

Au milieu du XIXe siècle ce style connaît un déclin de sa popularité et la plupart des bâtiments sont laissés à l'abandon. En 1893 Cecil Rhodes acquiert le domaine de Groote Schuur (« la grande grange ») et charge l'architecte Herbert Baker de redessiner le logis. Baker cherche à créer un style propre au Cap et se rapproche donc du style colonial néerlandais. Cependant, il s'inspire en réalité des maisons de campagnes anglaises et ne fait qu'y ajouter un pignon hollandais. Cela conduit malgré tout certains architectes à employer pour leurs édifices le style néo-colonial néerlandais. En 1902, à la suite de la victoire britannique lors de la seconde guerre des Boers, Baker est sollicité par les « Randlords (en) » (les entrepreneurs qui contrôlaient la production d'or et de diamant en Afrique du Sud) et construit de nombreuses maisons à pignon de type néo-colonial dans le « Rand » (le Witwatersrand). À la suite de l'instauration de l'Union d'Afrique du Sud en 1910, le style néo-colonial néerlandais devient très populaire en tant que style propre à l'Afrique du Sud. À la différence de l'architecture coloniale néerlandaise originale, le renouveau de ce style se définit presque exclusivement par ses pignons ornés. La popularité croissante du style néo-colonial néerlandais entraîne un regain de popularité du style d'origine et de nombreux bâtiments d'architecture coloniale du XVIIe siècle et du XVIIIe siècle sont restaurés à cette époque.